# Fashion Institute of Technology
Il Fashion Institute of Technology (FIT) è un college pubblico con sede a Manhattan, distretto di New York, e fondato nel 1944. Fa parte della State University of New York (SUNY) e si concentra su arte, affari, design, comunicazione di massa e tecnologia connessa al settore della moda.

## Accademici
Diciassette major sono servite dalla School of Art and Design e dieci attraverso la Jay and Patty Baker School of Business and Technology, per i diplomi AAS, BFA o BS. La School of Liberal Arts offre una laurea in storia dell'arte e professioni museali e una laurea in cinema e media. La School of Graduate Studies offre sette programmi che conducono al Master of Arts, Master of Fine Arts o Master of Professional Studies.
Oltre ai corsi di laurea, FIT offre una vasta selezione di corsi senza crediti attraverso il Center for Professional Studies. Uno dei programmi più popolari è la serie "Sew Like a Pro", che insegna le abilità di cucito.
FIT è un membro istituzionale accreditato della Middle States Association of College and Schools, National Association of Schools of Art and Design e del Council for Interior Design Accreditation. FIT pubblica ricerche sui marchi e sul posizionamento dei negozi. Nel 1967, la facoltà e il personale della FIT hanno vinto il primo contratto sindacale per l'istruzione superiore nello stato di New York.

## Città universitaria
Il campus comprende nove edifici dove vengono ospitate Valar#Aulë, studi televisivi e radiofonici, laboratori di progettazione e gallerie espositive multiple. Il Conference Center della FIT ospita la John E. Reeves Great Hall, uno spazio adatto a conferenze, sfilate di moda, conferenze e altri eventi. Il campus ha inoltre una libreria Barnes & Noble College e due grandi teatri: l'Haft Auditorium e il Katie Murphy Amphitheatre.
FIT serve oltre 7.578 studenti a tempo pieno e 2.186 studenti a tempo parziale. Quattro dormitori (tre dei quali si trovano nel campus), servono circa 2.300 studenti e offrono una varietà di alloggi. Il George S. e Mariana Kaufman Residence Hall, situato nella 406 West 31st Street - precedentemente una fabbrica di rilegature di libri - è stato convertito in appartamenti residenziali, per offrire più alloggi vicino al campus per gli studenti FIT. Il campus ha anche una sala da pranzo al dettaglio (food court), una gastronomia e uno Starbucks.
Il Centro artistico e di design Fred P. Pomerantz offre servizi per studi di progettazione: studi fotografici con camere oscure in bianco e nero, sale per la pittura, uno studio di scultura, una sala per la stampa, un laboratorio di grafica, sale per la progettazione di mostre ed esposizioni, stanze per schizzi e un laboratorio di modellistica. Lo Shirley Goodman Resource Center ospita il museo FIT e la biblioteca con i servizi multimediali, con riferimenti alla storia, sociologia, tecnologia, arte e letteratura; riviste e periodici internazionali; quaderni di schizzi e dischi donati da designer, produttori e commercianti; diapositive, nastri e periodici; e un file di ritaglio. La Biblioteca Gladys Marcus offre accesso a libri, periodici, DVD e materiali non stampati e ospita collezioni speciali e archivi universitari del Fashion Institute of Technology. FIT ha anche molti laboratori informatici per gli studenti. Il dipartimento Servizi media didattici fornisce supporto audiovisivo e televisivo e uno studio televisivo interno. Il lavoro degli studenti è anche esposto in tutto il campus. Sfilate di moda con il lavoro degli studenti BFA laureandi si svolgono ogni anno accademico.
Il Design and Research Lighting Laboratory, una struttura di sviluppo per l'interior design e altre discipline accademiche, dispone di 400 apparecchi di illuminazione disponibili in commercio controllati da un computer. Il laboratorio Annette Green (Fragrance Foundation) è un ambiente per lo studio dello sviluppo delle fragranze.

## Allievi
Tra i ex alunni notevoli della scuola vi sono gli stilisti Norma Kamali, Calvin Klein, Michael Kors (che non ha completato i suoi studi lì), l'interior designer Scott Salvator e il regista Joel Schumacher.

## Il museo FIT
Il museo FIT, fondato nel 1969 come laboratorio di progettazione, comprende collezioni di abbigliamento, tessuti e accessori. Ha iniziato a presentare mostre negli anni '70, utilizzando una collezione in prestito a lungo termine dal Brooklyn Museum of Art, e nel tempo ha acquisito una propria collezione, nonché migliaia di tessuti e altri materiali legati alla moda. Nel 1993, il Board of Trustees del FIT, tenendo conto del significato delle collezioni e delle mostre del Design Laboratory, ha cambiato il nome dell'istituzione in The Museum at FIT. Nel 2012, il museo ha ottenuto l'accreditamento dall'American Alliance of Museums.
La collezione permanente del museo comprende ora oltre 50.000 capi e accessori dal XVIII secolo ad oggi. Sono rappresentati importanti designer come Adrian, Balenciaga, Chanel e Dior. La politica di collezionismo del museo si concentra su abiti, accessori, tessuti e materiali visivi esteticamente e storicamente significativi, con enfasi sulla moda d'avanguardia contemporanea.
Nel museo ci sono tre gallerie: una galleria di livello inferiore è dedicata a mostre speciali, la galleria di storia della moda e dei tessuti - al piano principale, presenta una selezione a rotazione di circa 200 oggetti storicamente e artisticamente significativi della collezione permanente del museo e la galleria FIT - anch'essa situata al piano principale, è dedicata alle mostre per studenti e docenti.
Tra le mostre: London Fashion, che ha ricevuto il primo premio Richard Martin per l'eccellenza nelle esibizioni in costume da The Costume Society of America, The Corset: Fashioning the Body e Gothic: Dark Glamour. Altre mostre speciali hanno incluso Isabel Toledo: Fashion From the Inside Out, in cui è stato esposto l'ensemble del giorno dell'inaugurazione Isabel Toledo progettato per Michelle Obama nel 2008, e uno sguardo alla moda sostenibile con Eco-Fashion: Going Green, una mostra del 2010 esaminando gli ultimi due secoli di buone pratiche etiche e di cattive condizioni ambientali ed etiche.
Più di 100 000 persone visitano il museo FIT ogni anno, partecipando a mostre, conferenze e altri eventi. L'ingresso è gratuito per il pubblico.
La storica della moda Valerie Steele è diventata direttrice del museo nel 2003, ed è stata anche nominata curatrice principale.